# 3e corps de blindés (Allemagne)
Le 3e corps de blindés (en allemand : III. Panzerkorps) était un corps d'armée d'unités blindés (panzer) de l'armée de terre allemande : la Heer au sein de la Wehrmacht pendant la Seconde Guerre mondiale.

## Historique
Le 3e corps de blindés est fondé le  22 juin 1942 à partir du 3e corps d'armée.
Il opère alors au sein du groupe d'armées A comme composant de la 1. Panzerarmee.
Il participe à l'opération Fall Blau, lors de laquelle il prend part à la prise de Rostov puis combat vers Maïkop et sur le Terek.
 
Après le repli allemand du Caucause en décembre-janvier 1943, il combat dans la région de Rostov puis de Slaviansk (au nord de Stalino), qu'il dispute à la première armée de la Garde lancée dans l'opération Shakok (galop), qui marque la fin de l'offensive d'hiver soviétique.

Il regagnera les positions perdues pour s'établir sur le Donetz lors de la troisième bataille de Kharkov, où il constitue l'aile droite de la 1. Panzerarmee.
Il est ensuite rattaché à la 4. Panzerarmee avec laquelle il participe à la bataille de Koursk (opération Citadelle) et aux combats défensifs qui la suivent, subissant de lourdes pertes.

Il est recomplété en janvier 1944 et combat dans le nord de l'Ukraine et plus tard, en Hongrie  et finit la guerre en Autriche.
De novembre 1944 à fin janvier 1945, il est connu sous le nom de Gruppe Breith.

## Organisation

### Commandants successifs
| Date                               | Grade                    | Commandant                 |
| ---------------------------------- | ------------------------ | -------------------------- |
| 21 juin 1942 - 20 juillet 1942     | General der Panzertruppe | Leo Geyr von Schweppenburg |
| 20 juillet 1942 - 2 janvier 1943   | Generaloberst            | Eberhard von Mackensen     |
| 2 janvier 1943 - 20 octobre 1943   | General der Panzertruppe | Hermann Breith             |
| 20 octobre 1943 - 25 novembre 1943 | General der Artillerie   | Heinz Ziegler              |
| 25 novembre 1943 - 9 janvier 1944  | General der Infanterie   | Friedrich Schulz           |
| 9 janvier 1944 - 31 mai 1944       | General der Panzertruppe | Hermann Breith             |
| 31 mai 1944 - 29 juin 1944         | General der Panzertruppe | Dietrich von Saucken       |
| 29 juin 1944 - 8 mai 1945          | General der Panzertruppe | Hermann Breith             |

## Théâtres d'opérations
- Front de l'Est, secteur sud : juin 1942 - octobre 1944
- Hongrie et Autriche : octobre 1944 - mai 1945

## Ordre de batailles

### Rattachement d'armées
| Date        | Armée                     | Groupe d'armées                 |
| ----------- | ------------------------- | ------------------------------- |
| 1942        |                           |                                 |
| 21 juin     | 6e armée                  | Groupe d'armées Sud             |
| 7 juillet   | 1. Panzerarmee            | Heeresgruppe A                  |
| 1943        |                           |                                 |
| 1er janvier | 1. Panzerarmee            | Heeresgruppe A                  |
| 1er février | 1. Panzerarmee            | Heeresgruppe Don                |
| 12 février  | 1. Panzerarmee            | Groupe d'armées Sud             |
| 22 avril    | Détachement d'armée Kempf | Groupe d'armées Sud             |
| 23 juillet  | 4. Panzerarmee            | Groupe d'armées Sud             |
| Septembre   | 8e armée                  | Groupe d'armées Sud             |
| 1944        |                           |                                 |
| Janvier     | 8e armée                  | Groupe d'armées Sud             |
| Mars        | 1. Panzerarmee            | Groupe d'armées Sud             |
| Avril       | 1. Panzerarmee            | Groupe d'armées Ukraine du Nord |
| Août        | 4. Panzerarmee            | Groupe d'armées Nord Ukraine    |
| Septembre   | z. Vfg.                   | Groupe d'armées Ukraine du Sud  |
| Octobre     | 6e armée                  | Groupe d'armées Sud             |
| 1945        |                           |                                 |
| Janvier     | 6e armée                  | Groupe d'armées Sud             |
| Mars        | 3. ungarische Armee       | Groupe d'armées Sud             |
| Avril       | 6e armée                  | Groupe d'armées Sud             |

### Unités subordonnées

#### Unités organiques
- Arko 3
- Korps-Nachrichten-Abteilung 43
- Korps-Nachschubtruppen 403

#### Unités rattachées
22 décembre 1942
- 2. rumänische Gebirgs-Division
- 13e Panzerdivision
- 5e division SS Wiking

Février 1943
- 19e Panzerdivision
- 3. Panzer-Division

30 juin 1943
- 7. Panzer-Division
- 19e Panzerdivision
- 6e Panzerdivision
- 168e division d'infanterie

7 juillet 1943
- 7. Panzer-Division
- 19e Panzerdivision
- 6e Panzerdivision
- 168e division d'infanterie

26 décembre 1943
- Kampfgruppe 376. Infanterie-Division
- 14. Panzer-Division
- 10. Panzer-Grenadier-Division
- 3. Panzer-Division
- 6e Panzerdivision
- 11. Panzer-Division

1er mars 1945
- 25. ungarische Division
- 3. Panzer-Division
- 1. Panzer-Division
- 23. Panzer-Division

### Sources
- (de) III. Panzerkorps sur lexikon-der-wehrmacht.de